# Simplício de Sousa Mendes
Simplício de Sousa Mendes (Oeiras, 2 de janeiro de 1823  — Teresina, 4 de junho de 1892) foi um médico e político brasileiro. Presidiu a Província do Piauí quatro vezes, na segunda metade do Século XIX.

## Biografia
Nasceu em Oeiras, província do Piauí, em 2 de janeiro de 1823, e formou-se na Faculdade de Medicina da Bahia da Universidade Federal da Bahia em 18 de dezembro de 1845. Foi o primeiro piauiense a se formar em Medicina.
Presidiu a Província do Piauí quatro vezes, de 12 de março a 2 de abril de 1853, de 30 de dezembro de 1858 a 1 de janeiro de 1859, de 24 a 28 de agosto de 1868, e de 3 de abril a 21 de maio de 1869.
Filho do Coronel do Exército e político Antônio de Sousa Mendes (primeiro do nome) e de Maria Francisca de Santana. Seu pai foi combatente na Guerra da independência e na repressão à Balaiada, deputado geral (1853 – 1856) e provincial em diversas legislaturas.
Fazia parte da tradicional família Coelho Rodrigues de Paulistana, estado do Piauí, com raízes genealógicas na Freguesia de Paço de Sousa, no Distrito do Porto, em Portugal, visto que era bisneto de Manuel de Sousa Martins (primeiro do nome) e Anna Rodrigues de Santana, sendo, portanto, trineto de Domiciana Vieira de Carvalho e Valério Coelho Rodrigues.
Seu irmão,  Antônio de Sousa Mendes Júnior, era magistrado e foi o primeiro piauiense a ocupar o cargo de ministro do Supremo Tribunal Federal (STF).
Pai do senador (1900-1904) e governador do Piauí (1904 – 1907), Álvaro de Assis Osório Mendes.
Teve um sobrinho homônimo que foi desembargador do Tribunal de Justiça do Estado do Piauí. 
Era sobrinho do também político Teotônio de Sousa Mendes.

### Homenagem
O estado do Piauí homenageou esse importante médico e político, colocando o seu nome no município  Simplício Mendes  (lei estadual nº 376, de 15-07-1905). 
1. ↑  Gazeta de Notícias, 3/7/1892, Rio de Janeiro, p. 2
2. 1 2 3 4  «Simplício Mendes - Diálogos com a história | Portal Entretextos». www.portalentretextos.com.br. Consultado em 11 de agosto de 2024
3. 1 2  «Coronel Antônio de Sousa Mendes - Diálogos com a história | Portal Entretextos». www.portalentretextos.com.br. Consultado em 11 de agosto de 2024
4. ↑  «Familia Coelho Rodrigues - Ancestrais». www.coelhorodrigues.ong.br. Consultado em 31 de agosto de 2024